# Микрообучение
Микрообучение (англ. microlearning) представляет собой обучение небольшому объёму материала за короткий промежуток времени. Чаще всего термин употребляется в контексте электронных форматов обучения.
Микрообучение как подход представляет собой концепцию поглощения какого-либо знания небольшими единицами. Такой подход может применяться для приобретения профессиональных (производственных) навыков. Системы оценки результатов микрообучения принимают во внимание множество различных факторов, при этом они могут быть адаптированы для нужд конкретного учебного мероприятия (Patil U.K., 1999, Patil U.K., 2000). Техники микрообучения подходят в том числе для отстающих студентов (Patil U.K., 2005).

## Предпосылки
Развитие информационных технологий значительно увеличило объемы информации, ежедневно потребляемой людьми в повседневной жизни. Следствием этого стало снижение способностей человека продолжительное время концентрироваться на новом и сложном контенте. Согласно исследованиям Microsoft, с 2000 по 2018 год среднее время максимальной концентрации внимания уменьшилось с 12 до 8 секунд. Микрообучение относится к коротким программам, обычно продолжительностью от трех до пяти минут. В 2021 году появился термин нанообучение, которое предполагает изучение материала менее двух минут.

## Трактовки
- микрохарактер обучения может быть обусловлен небольшим объёмом материала (микроконтентом) (Mosel 2005);
- микрообучение может возникать в ситуациях, когда усвоение материала ограничено во времени (Masie 2006):
- микрообучением может считаться последовательность учебных процедур, в отдельности протекающих достаточно быстро;
- в широком смысле микрообучение — формат неформального обучения, когда учащийся приобретает знание небольшими приращениями.

## Параметры
При разработке программ микрообучения значимость имеют следующие характеристики процесса (Hug 2005):
- время;
- учебный материал;
- учебный план;
- форма знания;
- спецификация процедуры;
- наличие вспомогательных материалов;
- тип изучения.

## Примеры
- чтение абзаца, электронного письма или короткого сообщения;
- прослушивание аудиофайла или просмотр видеоклипа;
- использование флеш-карт (кратковременная демонстрация карточки с определённой информацией);
- запоминание слова, — на родном языке или иностранного — определения или формулы;
- сортировка объектов в некотором установленном порядке;
- выбор варианта ответа из предложенного списка;
- использование микроигр;
- сочинение стихотворения.